# Wasserturm Cuxhaven

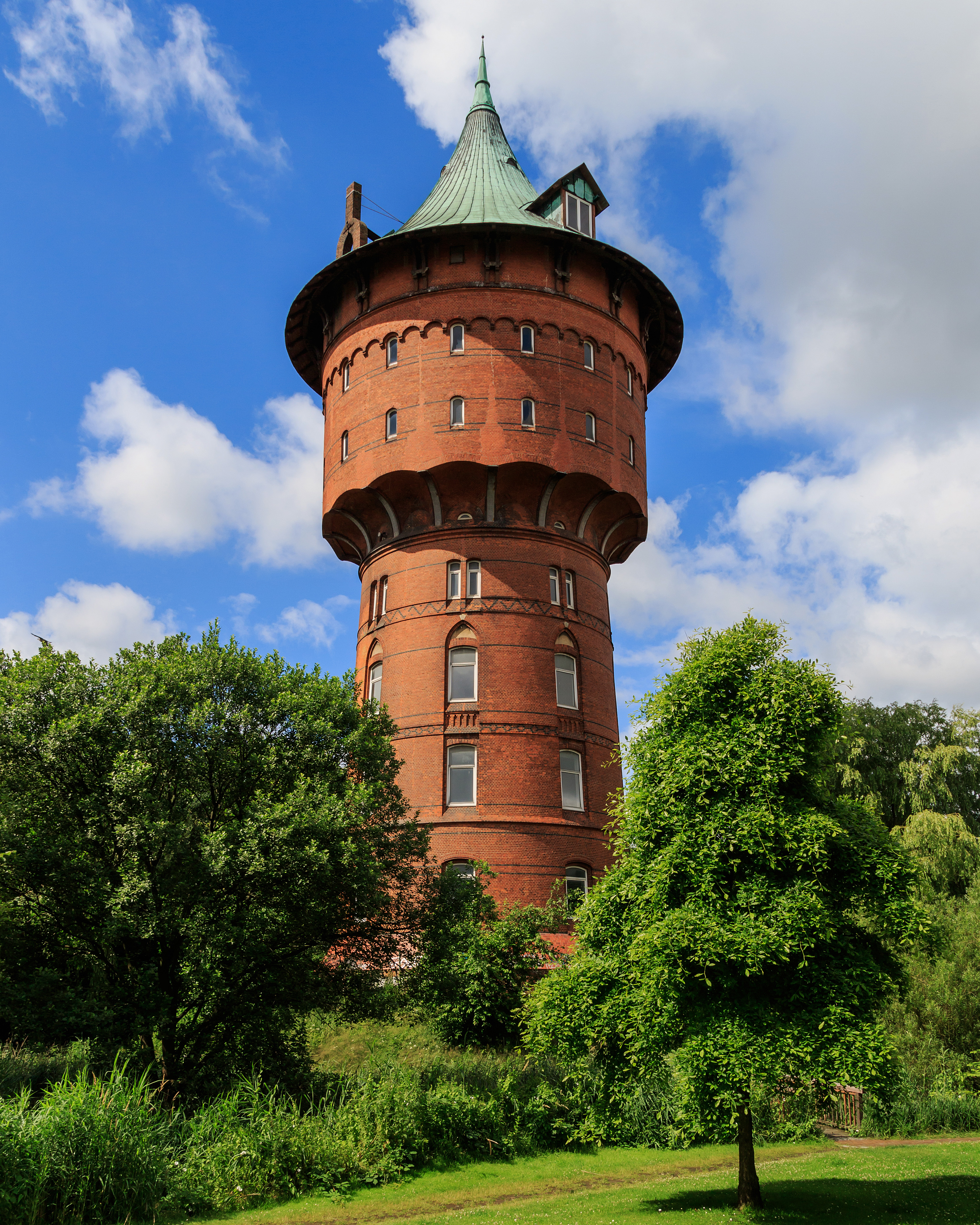
Wasserturm Cuxhaven

Der Wasserturm Cuxhaven in Cuxhaven, Bahnhofstraße 11, heute u. a. mit Wohnungen, 
Das Gebäude steht unter niedersächsischem Denkmalschutz und ist in der Liste der Baudenkmale in Cuxhaven enthalten.

## Geschichte
Eine Choleraepidemie von 1892 in Hamburg mit 8605 Toten veranlasste 1896 die Stadt Hamburg, im Amt Ritzebüttel, in Cuxhaven und in Döse eine zentrale Wasserversorgung mit einem Wasserturm aufzubauen, um Infektionskrankheiten zu vermeiden und um die Schiffe im Hafen zu versorgen.
Der 48 Meter hohe Wasserturm von 1897 mit einem viergeschossigen Turmschaft und darüber dem auskragenden Behälterkopf als Speicher für 900 cbm und Wasserwerk sowie mit geschwungenem Zeltdach, wurde von dem Berliner Unternehmer und Ingenieur Paul Hoffmann gebaut und betrieben. Der siebengeschossige Turm, damals im Außendeichgelände, hat 80 Zentimeter dicke Wände, die ein Gewicht von über 900 Tonnen trugen. Die Turmfassaden sind gegliedert durch Gesimse und segmentbogige Fenster in gleichmäßiger Anordnung, die im zweiten Obergeschoss durch eine Spitzbogenlünette bekrönt werden. Auch die Backsteinummantelung des Hängebodenbehälters zeigt zwei Reihen kleiner Fenster sowie einen abschließenden Rundbogenfries. 

Der Gefälledruck reichte etwa ab 1970 für die höheren Häuser nicht aus, so dass sie mit Druckerhöhungsanlagen ausgestattet werden mussten. 2004 wurde der Wasserturm außer Betrieb genommen. Im Turm wurden vier Wohnungen eingebaut. In dem 2017 verkauften Turm wird heute ein Café betrieben und es wurden einige Gästewohnungen  eingebaut. Der Turm ist ein Wahrzeichen der Stadt.
Hinweis: Der Wasserturm Cuxhaven-Lüdingworth von 1951 steht außerhalb der Innenstadt von Cuxhaven und war bis 1967 im Betrieb. Er wurde danach mit Ferienwohnung umgebaut.